# Ристо Таков
Ристо Таков (на македонска литературна норма: Ристо Таков) е югославски борец, смятан за основоположник на този спорт в Народна република Македония.

## Биография
Роден е в 1936 година във воденското село Пожарско, Гърция. В 1948 година, по време на Гражданската война, с групата на така наречените деца бежанци е изведен от Гърция и откаран в Шчечин, Полша. Там започва да тренира борба - спорт, който е много добре развит в града. В 1955 година се състезава за Шчечин в борба свободен стил на младежкия шампионат на Полша и става шампион. След това с няколко хиляди други деца бежанци е изселен във Федерална Югославия и се установява в Щип, където в 1958 година отваря в училище „Ванчо Пърке“ клуб по борба - първият в Народна република Македония. Сформиран е клуб „Балканец“, в който Таков е и борец и треньор. Създава клубове в Кочани, Радовиш, Струмица и Пробищип. Инициатор е и за създаването на клуб по борба в Скопие. Участва на първото неофициално европейско първенство по борба свободен стил в Белград в 1962 година като представител на Югославия. Неговите борци Рамиз Тефиков и Неби Юсуфов печелят медали на различни първенства, в 1968 година Симеон Шутев и Борче Димовски се класират за Олимпийските игри в Мексико, а Сефер Салиовски печели първия медал - бронз на Европейското първенство в Берлин в 1970 година.
След това Таков заминава за Сенегал и тренира националния отбор за Олимпийските игри в Мюнхен в 1972 година, на които един от борците му става шести.
След игрите Таков е връща в Югославия и отново става национален треньор. На Средиземноморските игри в Алжир в 1975 година борците му печелят три златни медала за Югославия, от които един златен - на Шабан Сейдиу. Преди Олимпийските игри в Москва в 1980 година Таков е освободен от поста национален треньор. В 1984 година се изселва в Канада.